# Rafael Dieste

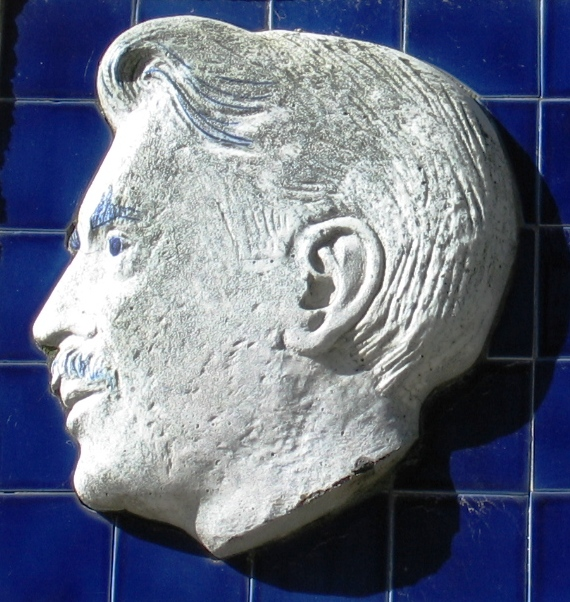

Rafael Francisco Antonio Olegario Dieste Gonçalves (Rianjo, 1899 – Santiago de Compostela, 15 de octubre de 1981) fue un escritor español bilingüe en gallego y español, hermano de Eduardo Dieste y tío del ingeniero Eladio Dieste. Ocasionalmente utilizaba algún seudónimo, como "Félix Muriel".

## Biografía
Perteneció a la llamada Generación del 27 en la literatura española, y a la del 25 en la gallega. Con sus cuentos y piezas de teatro, entre las que destacan A fiestra valdeira y Dos arquivos do Trasno, intentó modernizar el sistema literario gallego alejándolo del ruralismo.
Hijo pequeño de emigrantes gallegos y uruguayos, con quince años se matriculó en la Escuela Normal de Santiago de Compostela. Interrumpió sus estudios para viajar a México, donde vivía un hermano suyo. De regreso a Rianjo (La Coruña) inició su relación con la literatura de la mano de Manuel Antonio. Ambos entraron en contacto con el federalismo y el nacionalismo a través de Vicente Risco.
Entre 1921 y 1923 debió hacer el servicio militar en la guerra de Marruecos. De regreso a Galicia, terminó la carrera de Periodismo y colaboró en varios diarios de Vigo (Pontevedra), como Faro de Vigo, Galicia y El Pueblo Gallego. En 1926 recogió ocho relatos ya publicados en Dos arquivos do trasno y con su lectura ingresó, en 1927, en el Seminario de Estudos Galegos. En ese mismo año y hasta 1928, estuvo en Londres junto con su hermano Eduardo que era cónsul general del Uruguay en dicha ciudad.
Dieste formó parte de una nueva generación que se debatió entre la dedicación a la causa gallega y el deseo de un triunfo personal más amplio en las letras españolas. Así, en 1932 se trasladó a Madrid con el propósito de iniciar su carrera como escritor. Entre su activa colaboración con las Misiones Pedagógicas, dirigió el Retablo de fantoches, un teatro de títeres para el que escribió piezas, como Viaje y fin de don Frontán (Farsa trágica), en 1930; Farsa infantil, La fiera risueña y Curiosa muerte burlada (1933), Simbiosis (1934), Quebranto de doña Luparia y otras farsas (1934). Farsas de carácter tragicómico, esperpéntico y grotesco. En 1933 encabezó la misión que visitó Galicia.
La sublevación del 18 de julio de 1936 le sorprendió trabajando en las Misiones Pedagógicas. Durante la Guerra Civil, formó parte de la Alianza de Intelectuales Antifascistas, siendo director del Teatro Español de Madrid y dirigiendo el grupo de teatro «Nueva Escena», surgido de su sección teatral y siendo uno de los responsables de la revista literaria El Mono Azul editada por la Alianza. Fue nombrado director del Teatro Español formando una compañía con actores en paro. Colaboró en la revista Nova Galiza y dirigió junto a Antonio Sánchez Barbudo la revista El Combatiente del Este (1938) así como fue miembro de la dirección de Hora de España. Escribió obras de circunstancias, como Al amanecer, obra en un acto con la que estrenaron Rafael Alberti y María Teresa León la sección «Nueva Escena» en el Teatro Español, y el Nuevo retablo de las maravillas (1937), basado en el entremés de Cervantes, en el que solo pueden ver las peripecias y figuras del retablo «los que no estén tocados de marxismo, sindicalismo, anarquismo y demás plagas».
Siguió la retirada republicana a Valencia y Barcelona, y se exilió en 1939. Después de breves estancias en Francia, Países Bajos y Uruguay, se estableció en Buenos Aires, donde trabajó como director literario en la Editorial Atlántida. En 1948, viajó por Europa como comisionado del Museo Nacional de Artes Plásticas de Montevideo, y aceptó un puesto de lector de Lengua y Literatura Españolas en la Universidad de Cambridge hasta 1952, al que seguiría otro lectorado en el Instituto Tecnológico de Estudios Superiores de Monterrey en donde permaneció entre julio de 1952 y diciembre de 1954. A fines de ese año regresó a Buenos Aires y a la Editorial Atlántida, en la que apareció la versión definitiva de A fiestra valdeira (1958), que revisaba la de 1927.
En 1961 volvió a Rianjo y, un año después, publicó en la Editorial Galaxia, consagrada en exclusiva a los autores en lengua gallega, una reedición ampliada de Dos arquivos do trasno. A mediados de los sesenta se instaló en La Coruña y en 1970 ingresó como miembro de número en la Real Academia Galega con el discurso A vontade de estilo na fala popular («La voluntad de estilo en el habla popular»). Aparte de colaborar en algunas publicaciones, fue homenajeado y requerido para conferencias y mesas redondas. Sus intervenciones en estos actos fueron recogidas en el libro póstumo Encontros e vieiros (1990). En 1977 firmó el Manifesto dos 29 reclamando el autogobierno para Galicia. Poco antes de su muerte apareció el volumen Antre a terra e o ceo, que recoge artículos de los años veinte publicados en El Pueblo Gallego. Se le dedicó el Día de las Letras Gallegas de 1995.

### Reconocimientos
Roberto Bolaño homenajeó a Dieste haciendo de un ejemplar de su obra Testamento geométrico parte de la trama de su novela 2666.
Con motivo de la celebración del Día de las Letras Gallegas 1995 dedicadas al escritor Rafael Dieste, el Ayuntamiento de Ferrol editó la composición homenaje en forma de lied para mezzosoprano y piano con título “La Importancia” del catedrático y compositor Miguel Brotóns. Composición musical inspirada en el poema "Si tú no importas" perteneciente a la obra poética Rojo farol amante de Rafael Dieste.

## Obra

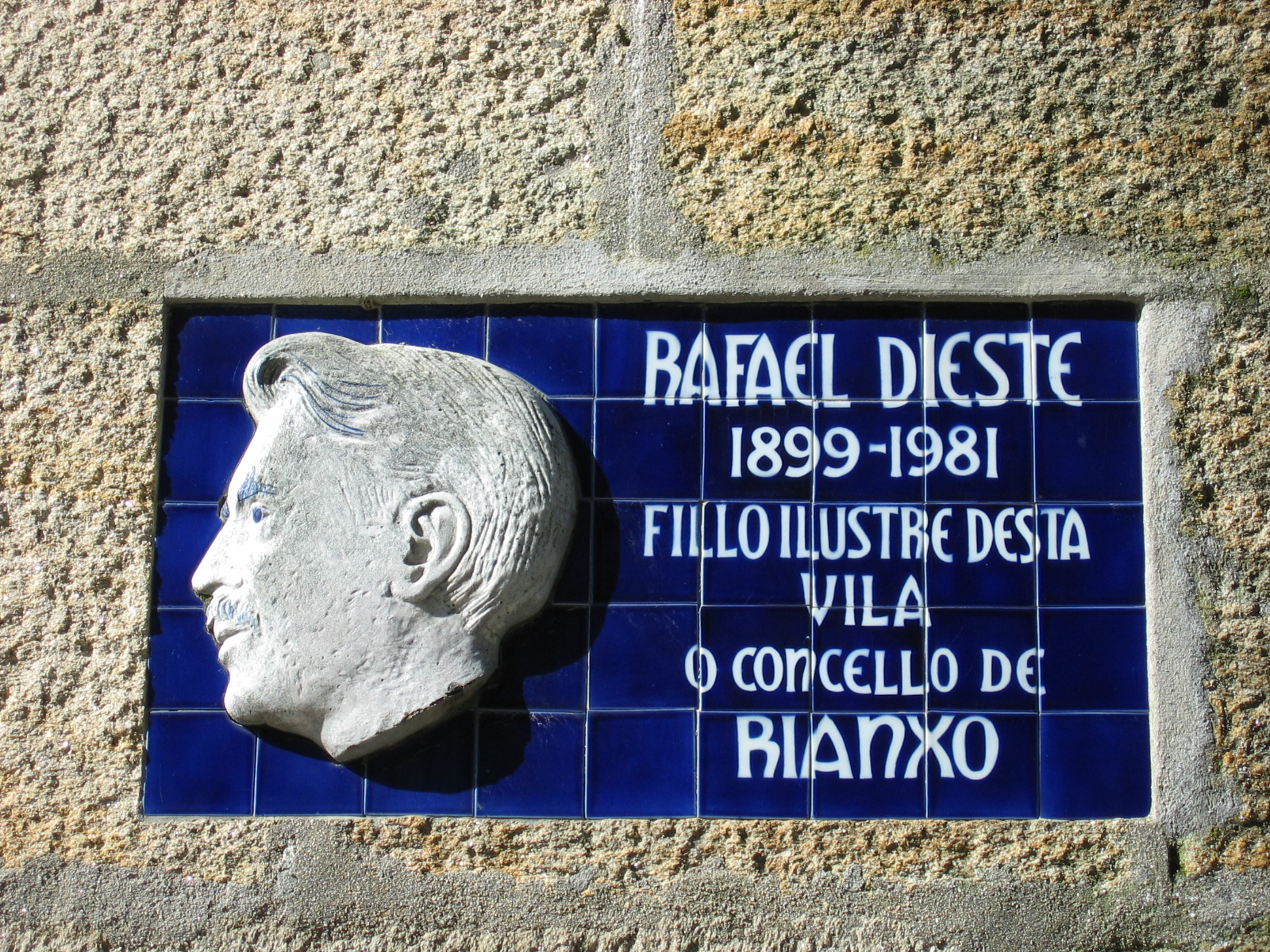
Placa en la casa natal de Rafael Dieste.

Manuel Aznar Soler publicó en dos volúmenes su Teatro en Laia, 1981, con huellas de Luigi Pirandello, Miguel de Unamuno y Ramón María del Valle-Inclán); más tarde fue poeta, con Rojo farol amante (1933), «epifanías», según Javier Alfaya, del 27, con huellas de Federico García Lorca, Rafael Alberti, Vicente Aleixandre y hasta Pedro Salinas, aunque empezó antes publicando relatos en gallego, Dos arquivos do trasno: contos do monte e do mar (1926), donde la fantasía y el misterio arrancan a las letras gallegas de su ruralismo de entonces. Luego, becado por Europa, escribió un ensayo sobre el teatro, La vieja piel del mundo (1936), y después vino la guerra, el exilio y su obra maestra, el excepcional libro de cuentos, leídos ante una tertulia de exiliados, en otras tantas tardes en el café Tortoni de Buenos Aires, en castellano, publicado luego en 1943, Historias e invenciones de Félix Muriel, un libro de cuentos magistral, inscrito ya en la historia de la literatura española para siempre.
La edición bilingüe de sus Obras completas (Ediciones de Castro, 1995), codirigida por Darío Villanueva, está en curso de publicación. Han aparecido dos tomos: el primero, dedicado a la narrativa y poesía, y el quinto, dedicado a su voluminosa correspondencia. Faltan por publicar los tomos segundo (teatro y textos afines), tercero (los cuantiosos ensayos) y el cuarto, dedicado a su obra periodística. A no olvidar es la publicación de su más interesante póstumo, La isla y Tablas de un naufragio (1985), un proyecto ambicioso que Dieste no llegó a terminar.
Junto con Lorca, Valle-Inclán y Augusto Martínez Olmedilla, Dieste renovó el teatro de títeres en España durante los años veinte y treinta. También se interesó por la teoría dramática escribiendo varios textos, así, por ejemplo, en Revelación y rebelión del teatro (Misterio polemístico en una jornada) (1935) aborda las teorías de Edward Gordon Craig y el concepto de «supermarioneta»; en Tratado mínimo del arte de la escena (1944) y en El alma y el espejo (1981) analiza su concepción del fenómeno teatral.